# Cavia intermedia
Середня морська свинка або Кавія середня (Cavia intermedia) — вид гризунів родини Кавієві, який проживає лише на одному з островів Moleques do Sul, штат Санта-Катаріна, Бразилія. Площа поширення складає всього лише 4 гектари. Довжина тіла близько 25 см, вага близько 600 грамів. Живиться лише травами. Розмножується протягом усього року. Самиця народжує одне або два дитинчати; вагітність триває два місяці. Потомство добре розвинене, важить близько 19% від маси дорослої самиці. Статева зрілість досягається пізніше, ніж в інших видів цього роду, на близько 59 день від народження або при досягненні 70% від дорослого розміру тіла. У зв'язку з проживанням на обмеженій території ці кавії більш товариські й терпимі один до одного.